# Клеърморис
Клеърморис (на английски: Claremorris; на ирландски: Clár Clainne Mhuiris) е град в северозападната част на Ирландия, графство Мейо на провинция Конахт. Шосеен и жп транспортен възел. ЖП гарата му е открита на 19 май 1862 г. Има метеорологична станция, открита през 1943 г. Населението му е 2595 жители от преброяването през 2006 г. 